# Август 2016 года

Список событий августа 2016 года.

## События
- 1 августа
  - В Сирии сбит вертолёт ВКС России Ми-8. На борту вертолёта, по данным министерства обороны России, находились три члена экипажа и два офицера российского Центра примирения враждующих сторон в Сирии, все пятеро погибли. Вертолёт был сбит боевиками группировки Джабхат ан-Нусра и «умеренной» сирийской оппозицией[1].
  - В Махачкале (Россия) в банкетном зале произошёл взрыв газобаллонного оборудования, в результате чего погибли 11 человек[2].
- 2 августа
  - Федеральное управление гражданской авиации США выдало компании британского миллиардера Ричарда Брэнсона Virgin Galactic лицензию на коммерческие поездки в космос для корабля SpaceShipTwo[3]
- 3 августа
  - В аэропорту Дубай сел на брюхо и загорелся Boeing 777, следовавший из города Тривандрам (Индия). Все 300 пассажиров выжили, погиб 1 пожарный, тушивший возгорание[4].
  - Премьер-министр Японии Синдзо Абэ утвердил новое правительство[5].
  - Локализована вспышка сибирской язвы на Ямале, от которой погибло свыше 2,3 тысяч оленей и было госпитализировано 90 человек[6].
- 4 августа
  - Закончилась миссия первого китайского лунохода Юйту, проработавшего 2,5 года вместо запланированных 3 месяцев[7].
- 5 августа
  - В Рио-де-Жанейро (Бразилия) открылись XXXI летние Олимпийские игры[8].
- 6 августа
  - В Луганске совершено покушение на главу ЛНР Игоря Плотницкого[9].
- 7 августа
  - Более 90 человек погибли в двух регионах Эфиопии в ходе протестов в связи с неудачной попыткой власти реквизировать местные земли[10].
- 8 августа
  - Японский император Акихито в видеообращении заявил, что из-за возраста ему все труднее полноценно выполнять обязанности монарха[11].
  - В районе города Армянска в ночь на 7 августа и в ночь на 8 августа 2016 года произошли два инцидента с задержанием 14 человек, во время которых погибли сотрудник ФСБ и военнослужащий МО РФ[12].
- 9 августа
  - В Монреале открылся шестидневный Всемирный социальный форум. Это первый Всемирный социальный форум, проходящий в западной стране. Более 230 иностранных участников не получили въездные визы от властей Канады[13].
- 11 августа
  - Учёными было установлено, что среди позвоночных наибольшую продолжительность жизни имеет гренландская полярная акула (Somniosus microcephalus), чей возраст может достигать 400 лет[14].
- 12 августа
  - Курдское боевое подразделение «Демократические силы Сирии» полностью отбило у ИГИЛ сирийский город Манбидж[15].
- 13 августа
  - Американский пловец Майкл Фелпс стал первым в истории 23‑кратным олимпийским чемпионом[16].
  - Киберспортивные соревнования The International по Dota 2 закончились победой китайской команды Wings Gaming[17].
- 16 августа
  - Китай успешно запустил первый в мире спутник квантовой связи «Мо-цзы»[18].
- 17 августа
  - Советник-посланник посольства КНДР в Лондоне Тхэ Ён Хо совершил побег в Южную Корею[19].
- 18 августа
  - В Великобритании совершило первый полет крупнейшее в мире воздушное судно, гибридный дирижабль Airlander 10[20].
- 19 августа
  - Оставил свой пост Пол Манафорт, профессиональный политтехнолог, руководитель президентской кампании Дональда Трампа[21].
- 21 августа
  - Закончились Олимпийские игры в Рио, первое место в медальном зачёте заняли США, Россия заняла четвёртое место[22].
  - Инженерам НАСА удалось восстановить связь с космическим аппаратом STEREO-B, одной из двух обсерваторий STEREO по изучению солнечной активности[23].
- 22 августа
  - Из-за обновления Windows 10 Anniversary Update перестали работать миллионы веб-камер пользователей[24].
- 23 августа
  - Суд в Армении приговорил российского военнослужащего Валерия Пермякова к пожизненному заключению, признав его виновным в убийстве семьи из семи человек в городе Гюмри[25].
  - Спортивный арбитражный суд отклонил иск Паралимпийского комитета России и признал законным решение Международного паралимпийского комитета об отстранении сборной России в полном составе[26].
  - В госдепе США подтвердили получение запроса от Турции на экстрадицию Гюлена[27]
- 24 августа
  - Турецкая армия и самолеты возглавляемой США коалиции начали операцию в Сирии в районе города Джераблус[28].
  - Жертвами землетрясения в Италии стали по меньшей мере 250 человек, более 350 ранены[29].
  - В зоне обитаемости ближайшей к Солнцу звезды обнаружена экзопланета[30].
- 25 августа
  - Правительство Колумбии и группировка Революционные вооружённые силы Колумбии — Армия народа подписали мирное соглашение[31].
- 26 августа
  - Президент России Владимир Путин освободил от должности восемь генералов из Следственного комитета РФ и Министерства внутренних дел[32].
- 28 августа
  - Правительство Узбекистана впервые сообщило о болезни президента страны Ислама Каримова. Дочь президента уточнила, что у него инсульт[33].
- 29 августа
  - Произошёл теракт в йеменском городе Аден, жертвами которого стали 65 человек[34].
  - Группа ученых Международного союза геологических наук представила свой доклад на Международном экологическом конгрессе в Кейптауне, в котором предложили выделить отдельный геологический период антропоцен[35].
- 31 августа
  - Открытие 73-го Венецианского кинофестиваля.[36]
  - Дилма Русеф лишена поста президента Бразилии. За её импичмент проголосовал 61 член Сената Бразилии из 81[37]
  - Венесуэла, Эквадор и Боливия осудили импичмент Дилмы Руссефф и отозвали своих дипломатических представителей из Бразилии[38].